# Billabeta

Billabeta també coneguda per Villava és un lloc i consell de Longida a la merindad de Sangüesa de la Navarra situada a 25 km de Pamplona.
Es troba al marge esquerre del riu Erro pròxim a la confluència del barranc d'Olleta i la del Irati.

## Demografia
| 1858 | 1900 | 1950 | 1970 | 1981 | 1991 | 2001 | 2008 | 2017 |
| ---- | ---- | ---- | ---- | ---- | ---- | ---- | ---- | ---- |
| 80   | 61   | 104  | 18   | 12   | 15   | 18   | 21   | 35   |

## Llocs d'interès
La parròquia de la Purificació de Billabeta és romànica del segle XII de pedra carreu amb portada de mig punt amb dues arquivoltes recolzades en columnes. Destaca per la qualitat dels permòdols de la seva capçalera relacionats amb el taller del mestre de Cabestany.
Es troben significatives edificacions civils, una d'elles amb un escut barroc i un gran portal de mig punt.